# دوحة كبير
دوحة كبير قرية سوريّة تتبع إداريّاً لمحافظة حلب منطقة عين العرب ناحية مركز عين العرب، بلغ تعداد سكانها 807 نسمة حسب التعداد السكاني لعام 2004.